# Spotlight (песня Marshmello и Lil Peep)
«Spotlight» (с англ. — «Внимание») — песня американского музыкального продюсера Marshmello и рэпера Lil Peep. Она была выпущена 12 января 2018 года, как дань уважения Lil Peep после его смерти. Marshmello изначально не планировал выпускать песню, пока мать Lil Peep не сделала такой запрос. Песня является первым посмертным релизом рэпера.

## История
Marshmello был одним из первых артистов танцевального сообщества, комментировавших смерть Lil Peep. В серии твитов Marshmello говорит, что Lil Peep был «самым приятным человеком» и что они говорили о сотрудничестве неделю назад. «Lil Peep был самым милым человеком. Тусоваться с ним, говорить с ним о музыке, музыкальных идеях, которые мы собирались делать вместе и гастролировать, было так здорово. Все будут скучать по тебе, чувак», — писал он. 20 ноября 2017 года Marshmello в живую отдал дань уважения в своем выступлении на фестивале GoldRush в Аризоне, смешав песню рэпера «Beamer Boy» в своем наборе, так же большое изображение Lil Peep с надписью «RIP» появилось на экране позади него.
20 декабря 2017 года было объявлено, что Marshmello выпустит песню 12 января 2018 года. Пресс-секретарь сказал, что они начали работать над песней до того, как Lil Peep умер, и что она будет сопровождаться музыкальным видео. В то время как некоторые поклонники сомневались в решении Marshmello, так как другие художники воздерживаются от своей работы с Lil Peep, он показал, что мать Lil Peep призвала его выпустить его в качестве дани её сыну. Он написал в твиттере: «Я не планировал выпускать песню, пока мама не протянула руку и не сказала мне, что хочет, чтобы песню её сына выпустили…что мне теперь делать?». 10 января 2018 года Marshmello представил название песни и обложку в социальных сетях. Позже он загрузил краткий аудио-превью трека в социальные сети.
Marshmello похвалил энтузиазм Lil Peep в отношении создания музыки в заявлении, написав: «Lil Peep принес волнение в музыку, которая была беспрецедентной для всех, кого я когда-либо встречал. Мы вместе начали идею, которую, к сожалению, так и не смогли официально закончить вместе. Когда я слушаю этот трек, у меня мурашки по коже от желания, чтобы он его услышал. Эта песня посвящена матери, семье, друзьям и поклонникам Lil Peep. Гас будет жить вечно благодаря своей музыке, и это то, за что мы все должны быть очень благодарны». Мать Lil Peep добавила, что она была признательна, что Marshmello выпустил песню, так как она продолжала «позволять голосу Lil Peep быть услышанным через его искусство».

## Отзывы
Беатрис Хейзлхерст из Paper рассматривала его как «классический пример эмо-гаражного рэпа Lil Peep, который сделал его таким популярным». Колин Джойс из Vice назвал песню «разбивателем сердец» и описал её как «медлительную, но звездно-глазую». Джефф Бенджамин из Fuse написал, что он «чтит фирменный трэп/эмо звук Lil Peep и его умение жестокого честного повествования», и что «трек указал на большие вещи, приходящие для Lil Peep, когда он приближался все ближе и ближе к основной доступности, принося захватывающий новый внешний вид и звук на сцену». Он отметил, что песня не имеет фирменного звука Marshmello и «вместо этого играет больше стилей ловушки Lil Peep». Точно так же, Эрик Скелтон из Complex высказал мнение, что он отклоняется от стиля Marshmello, и «больше соответствует шероховатой поп-панк эстетике Lil Peep». Карли Пауэлл из EDM также написала: «не ожидайте обычного, игристого Marshmello, потому что смелый стиль Lil Peep находится впереди и в центре этого». Джон Видерхорн из CBS Radio написал: «Меланхоличный трек сочетает мелодичный вокал с плавным рэпом, а тексты обращены к болезненному расставанию». Молли Худельсон из Substream Magazine высказала мнение, что он «более мрачный по звучанию, чем большинство релизов Marshmello», и обнаружила, что «темы душевной боли и чувства» снова в полном одиночестве «относятся ко всем, кто прошел через распад или иным образом потерял кого-то, кого они любили».

## Чарты
| Чарт (2018)                                      | Высшая позиция |
| ------------------------------------------------ | -------------- |
| Австралия (Ö3 Austria Top 40)                    | 53             |
| Канада (Canadian Hot 100)                        | 73             |
| Венгрия (Stream Top 40)                          | 34             |
| Новая Зеландия (RMNZ)                            | 3              |
| Швеция (Sverigetopplistan)                       | 61             |
| Великобритания Singles (Official Charts Company) | 74             |
| США Bubbling Under Hot 100 Singles (Billboard)   | 3              |

| Чарт (2019)      | Позиция |
| ---------------- | ------- |
| Португалия (AFP) | 1774    |

## Сертификации
| Регион                                                                      | Сертификация | Продажи   |
| --------------------------------------------------------------------------- | ------------ | --------- |
| Великобритания (BPI)                                                        | Серебряный   | 200 000   |
| США (RIAA)                                                                  | Платиновый   | 1 000 000 |
| Данные о продажах + прослушиваниях приведены только на основе сертификации. |              |           |